# Julia Álvarez Resano
Lorenza Julia Álvarez Resano (Villafranca, Navarra, 10 de agosto de 1903 - México, 19 de mayo de 1948) fue maestra, abogada y política socialista española. Fue la primera mujer en ocupar el cargo de gobernadora civil en España.

## Biografía

### Juventud y formación
Hija de Francisco Álvarez Bretos y Nemesia Resano Navarro, quienes tuvieron cuatro hijos, Leonor, Miguel, Carmen y Julia. El padre era responsable de la presa del río Aragón entre Marcilla y Villafranca.
Con 26 años había obtenido los títulos de Magisterio y Derecho, siendo la "número uno" en las oposiciones del magisterio de 1923. Estuvo en varias escuelas hasta instalarse en la de su localidad natal.
Se casó con el diputado Amancio Muñoz de Zafra a finales de 1935. En las Cortes al coincidir con su marido, diputado por Murcia eran denominados como los Reyes Católicos por sentarse juntos y discurrir agarrados de la mano por los pasillos, como relató Manuel Azaña en sus memorias.

### Trayectoria política
Comenzó su militancia en el Partido Radical Socialista y luego en el Partido Socialista Obrero Español (PSOE). En mayo de 1931 comenzó a dar mítines por la Ribera. Entre 1931 y 1932 fue Secretaria General del PSOE en Villafranca, ciudad en la que el partido le dio un homenaje el 25 de septiembre de 1932 con más de 3.000 asistentes. Desde ese cargo luchó por conseguir que la mujer se incorporara a la vida política y a puestos públicos de responsabilidad. En 1932 fue nombrada representante de la Asociación de Trabajadores de la Enseñanza de Navarra, trabajando por un modelo pedagógico laico y progresista. Se presentó como candidata al Congreso de los Diputados por Navarra y Guipúzcoa consiguiendo 21.119 y 20.049 votos respectivamente, no siendo suficientes para lograr el acta de diputada. Tras la revolución de octubre de 1934 en que muchos compañeros fueron detenidos, su labor fue determinante para conseguir la liberación de Ricardo Zabalza.
En 1934 se trasladó a Madrid como Directora del Grupo Escolar "Rosario de Acuña", en Aluche y fue asesora jurídica de la Federación Nacional de Trabajadores de la Tierra de la Unión General de Trabajadores. En 1936 fue nombrada inspectora interina de primera enseñanza en la provincia de Madrid. Como miembro de la FETE sería elegida presidenta durante parte del año 1936.
En febrero de 1936 fue elegida diputada por Madrid con 98.099 votos.  Fue la primera mujer navarra que ocupó un escaño como diputada. Álvarez Resano participó, entre otros junto a Dolores Ibárruri, en la celebración de la victoria del Frente Popular en un mitin el 8 de marzo de 1936 en la plaza de las Ventas de Madrid. También tuvo una participación activa en comités de solidaridad internacional, como el de Amigos de Portugal, en lucha contra la dictadura de Salazar, o el de Amigos de América Latina.
Iniciada la Guerra Civil su marido fue al frente, mientras que su tío Juan Resano, propietario de una tienda de ultramarinos en Villafranca, fue humillado, obligándosele a insultar a su sobrina, y finalmente fusilado en ese mismo año, siendo una de las Víctimas de la Guerra Civil en Navarra.
Por iniciativa del ministro de la Gobernación Julián Zugazagoitia, en julio de 1937 fue nombrada gobernadora civil de la provincia de Ciudad Real, que era un importante bastión de la retaguardia republicana, siendo la primera mujer española que desempeñaba ese cargo. Permaneció en el cargo hasta marzo de 1938, cuando presentó su dimisión que se debió, en parte, por las repetidas acusaciones de algunos sectores socialistas de Ciudad Real de que colaboraba con los comunistas y perjudicaba a la organización provincial del PSOE.
Posteriormente, sería nombrada jueza interino de Primera Instancia e instrucción en Alberique (Valencia) y magistrada interina del Tribunal Central de Espionaje y Alta Traición —puesto que desempeñó del 3 de agosto al 3 de septiembre de 1938—. En septiembre de 1938 interrumpió esas funciones a causa de la grave enfermedad de su esposo, que falleció a principios de octubre en Gerona, y al cual sustituyó en la Diputación permanente de las Cortes.

### Exilio
Derrotada la República española, el 28 de marzo de 1939 se embarcó en el puerto de Alicante, exiliándose primero en Francia y finalmente en México. 
En Francia participó en el Servicio de Evacuación de Refugiados Españoles y en la Unión Nacional Española. Álvarez Resano estaba alineada con la facción minoritaria del PSOE liderada por Ramón Lamoneda y Juan Negrín que propugnaba el mantenimiento de la unidad entre comunistas y socialistas en contraposición a la facción liderada por Indalecio Prieto en México y que contaba con la gran mayoría del partido, incluyendo a los adeptos a Largo Caballero y los seguidores de Julián Besteiro. Dirigió una versión de El Socialista editada en Toulouse, entre octubre de 1944 y julio de 1945. Abandonó la Unión Nacional Española en el verano de 1945. Tras diversos congresos y enfrentamientos, la facción de Negrín —con Álvarez Resano a la cabeza— fue expulsada del PSOE en 1946 (años más tarde, en 2008, sería simbólicamente readmitida).
En México, abrió un despacho de abogadas y dirigió la revista Rimas. Instalada en México, falleció en su despacho por una hemorragia cerebral, a los 44 años de edad.

## Homenajes
En 2005, recibió un homenaje en Villafranca, su localidad natal.
En 2008, durante el XXXVII Congreso del PSOE, fue readmitida en el partido de manera honorífica.
En 2016 se dio el nombre de Julia Álvarez Resano a la Casa de Cultura de Villafranca.
El 26 de marzo de 2018 el Parlamento de Navarra aprobó una declaración institucional de reconocimiento de la labor de Julia Álvarez en su defensa de la democracia. Ese mismo año, el Parlamento de Navarra le dio el nombre de Julia Álvarez Resano a la sala de reuniones de Presidencia.